# Ljuba Klosová
Ljuba Klosová, née le 27 juin 1929 à Hlinsko et morte le 24 octobre 2023 à Prague, est une historienne du théâtre tchèque, professeure à l'Académie tchèque des arts de la scène.

## Biographie
Ljuba Klosová s'est consacrée à l'histoire du théâtre tchèque de la seconde moitié du XIXe siècle et aux acteurs de cette époque. Elle a écrit des études fondamentales sur l'opposition dite anti-Tylovsk et sur l'importance du romantisme théâtral tchèque.  
Elle était mariée à l'avocat Richard Klos (1924–2007).

## Publications
- 1954 : Listy z dějin českého divadla : Sborník studií a dokumentů, 2 vol., Prague, Orbis.
- 1958 : Nástin dějin českého divadla. 4. část, Od odchodu J.K. Tyla z Prahy až po počátky kritického realismu (1851–1887), Prague, SPN.
- 1962 : Josef Jiří Kolár : Profil dramatika a divadelníka, Prague, Divadelní ústav.
- 1969 : Kolárové : tři herecké portréty 19. století : [Josef Jiří Kolár, Anna Kolárová-Manetínská, František Karel Kolár], Prague, Orbis.
- 1986 : Život za divadlo : Marie Hübnerová, Prague, Odeon.
- 1994 : avec Eva Högerová et Vladimír Justl, Faustovské srdce Karla Högera, Mladá fronta, Prague,  (ISBN 80-204-0493-7).